# Justicia brandisii
Justicia brandisii är en akantusväxtart som beskrevs av T. Anders.. Justicia brandisii ingår i släktet Justicia och familjen akantusväxter. Inga underarter finns listade i Catalogue of Life.